# Districtul Makó
Makó (în maghiară Makói járás) este un district în județul Csongrád, Ungaria.
Districtul are o suprafață de 688,85 km2 și o populație de 44.612 locuitori (2013).